# Xylinissa
Xylinissa is een geslacht van vlinders van de familie Uilen (Noctuidae), uit de onderfamilie Cuculliinae.

## Soorten
- X. bucephalina Mabille, 1885
- X. cossoides Butler, 1882
- X. lignitis Schaus, 1906
- X. oniroe Dognin, 1891
- X. pulverea Hampson, 1909
- X. strigosa Hampson, 1918